# John Chambers (entrepreneur)
Pour les articles homonymes, voir John Chambers et Chambers.

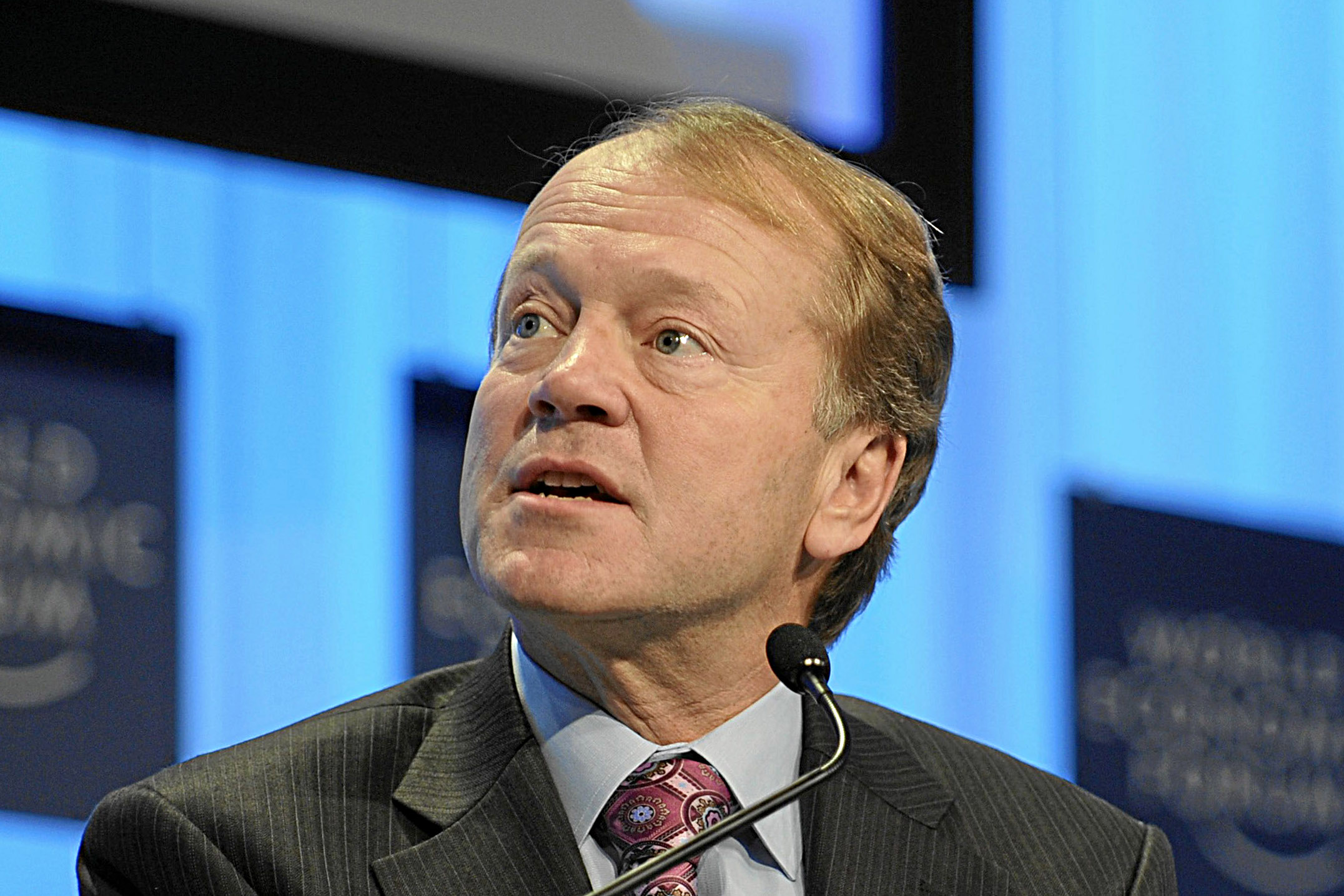
John Chambers en 2010.

John Chambers, né le 23 août 1949 à Cleveland (Ohio), est président exécutif du conseil d'administration de Cisco Systems. Il a rejoint la société en 1991 et a été son CEO de janvier 1995 à juillet 2015. Surnommé « Monsieur Internet » par le magazine Business Week, il a auparavant travaillé pour IBM et les laboratoires Wang.

## Biographie

### Formation
Il possède un Bachelor of Science en commerce de l'université de Virginie-Occidentale et un MBA de la Kelley school of Business de l'université d'Indiana,.

### Carrière

#### Débuts
Commençant sa carrière en 1976 chez IBM, il y reste 7 ans avant de rejoindre la société informatique Wang Laboratories en qualité de directeur général pour les opérations américaines.

#### Cisco
John Chambers a été président directeur-général de Cisco en 1995, avant d'être remplacé en juillet 2015 par Chuck Robbins. En 2006 , Chambers est aussi nommé président du conseil, puis Président Exécutif en 2015.
Au cours des vingt années qu'il passe à la tête de Cisco, il transforme profondément l'entreprise en lui donnant une dimension mondiale, passant de 1,2 milliard  de dollars de chiffre d'affaires à 47 milliards, et de 2 500 salariés à plus de 70 000. Pour y parvenir, il mène une politique d'acquisition vigoureuse, rachetant un total de 168 entreprises, et de diversification des activités. Au-delà des infrastructures de réseau (1/3 de part de marché au niveau mondial) et des serveurs (7%), le groupe est également investi dans les activités liées à la voix, la vidéo, les réseaux de stockage, les capteurs et la cybersécurité.

### Vie privée
John Chambers est le fils d'une psychiatre et d'un obstétricien.

## Prix et récompenses
- CNN's Top 25 des personnes les plus puissantes au monde
- Time Magazine's "Les 100 personnes les plus puissantes au monde"
- Clinton Global Citizen Award
- U.S. State Department Top Corporate Social Responsibility Award
- Reconnu "Patron le plus puissant des États-Unis" par le magazine spécialisé Network World[1]
- Nommé "Meilleur patron de l'année" par la chaîne de télévision américaine ABC[1]